# Gérard Brach
Gérard Brach (* 23. Juli 1927 in Montrouge, Hauts-de-Seine; † 9. September 2006 in Paris) war ein französischer Drehbuchautor und Regisseur. In seiner fünf Jahrzehnte währenden Karriere schrieb er zu mehr als fünfzig Spielfilmen die Filmskripte, sowohl für Dramen als auch Komödien und Thriller im französischen, italienischen und englischsprachigen Kino. Eine langjährige Zusammenarbeit verband ihn mit Roman Polański, Jean-Jacques Annaud und Claude Berri. Mit La Maison und Le bateau sur l'herbe drehte er Anfang der 1970er Jahre zwei eigene Filme.

## Leben

### Kindheit und Bekanntschaft mit Roman Polański
Gérard Brach entstammte einer bretonischen Familie. Nach Beendigung der Schule folgte der Zweite Weltkrieg, ehe er als 18-Jähriger an Tuberkulose erkrankte und fünf Jahre in einem Sanatorium verbrachte. Dort begann er sich für Literatur zu begeistern und traf auf Benjamin Péret, der ihn André Breton vorstellte. Brach begeisterte sich für den Surrealismus und fertigte ohne Erfolg Zeichnungen an, zu denen er durch Comte de Lautréamonts Die Gesänge des Maldoror inspiriert worden war. In den 1950er Jahren wurde er Produktionsassistent beim Film. Von 1959 bis 1962 arbeitete er in Paris als Publizist für die amerikanische Produktionsfirma 20th Century Fox. 1962 (anderen Angaben zufolge 1959 oder 1963) wurde er nach Polen geschickt, um die Dreharbeiten von Liebessketchen zu beaufsichtigen, mit denen der junge Andrzej Wajda beauftragt worden war. in Łódź machte er daraufhin die Bekanntschaft mit dem jungen Roman Polanski, der an der dortigen Filmhochschule studiert hatte.
Nachdem Polanski 1963 nach Paris zog, gab Brach seinen Beruf bei der 20th Century Fox auf und widmete sich dem Schreiben. Polanskis und seine erste Zusammenarbeit war Jean Léons Krimikomödie Jungfrau reich garniert (1964), für die Polanski das Drehbuch schrieb, während Brach sich um die Dialoge kümmerte. Im selben Jahr waren beide am Skript zu Polanskis La Rivière de Diamants beteiligt, der in den Episodenfilm Die Frauen sind an allem schuld aufgenommen wurde. Beide verband eine Vorliebe für den Surrealismus, eine pessimistische Lebenssicht und absurden Humor. Während ihrer Zusammenarbeit war Brach zum größten Teil für das Schreiben zuständig. „Wir sprachen darüber und er schrieb es auf. Dann kam er zu mir zurück und wir änderten es gemeinsam“, so Polanski.

### Erfolgreiche Drehbücher für Polański
1965 kaufte das britische Filmunternehmen Compton-Tekli, das sich auf die Herstellung von Soft-Pornos spezialisiert hatte, Polanski als billigen Regisseur ein. Er sollte einen ebenso preiswerten Horrorfilm drehen. Daraufhin entstand in Zusammenarbeit mit Brach das Skript zum düsteren Psychothriller Ekel mit der französischen Schauspielerin Catherine Deneuve in der Hauptrolle. Der Film, der die Geschichte einer attraktiven, äußerst labilen und zu Wahnvorstellungen neigenden jungen Frau erzählt, wurde 1965 auf den Filmfestspielen von Berlin ausgezeichnet und ebnete Polanski den Weg ins europäische und amerikanische Kino.
Nach dem Erfolg von Ekel widmete sich Polanski dem Spielfilm Wenn Katelbach kommt… (1966). Brach und er hatten die Geschichte um ein Ehepaar (gespielt von Françoise Dorléac und Donald Pleasence), das auf einer alten Burg an der südenglischen Küste von zwei verletzten Gangstern gestört wird, bereits 1962/63 verfasst. Das Filmstudio Compton Films hatte sich erneut als Geldgeber zur Verfügung gestellt. Die „modellhafte Studie über das Entstehen und die Umkehrung von Herrschaftsverhältnissen“ gewann 1966 den Goldenen Bären der Internationalen Filmfestspiele von Berlin.
Nachdem sich Polanski von Compton Films getrennt hatte, wurden beide bei einem Kinobesuch in Paris Zeugen, wie ein Horrorfilm beim Publikum Lachsalven provozierte. Auf Basis davon schrieben Brach und Polanski das Drehbuch für die Vampir-Komödie Tanz der Vampire (1967) mit Jack MacGowran, Sharon Tate, Ferdy Mayne, Iain Quarrier und Polanski selbst in den Hauptrollen. Polanskis Satire auf die tragikomischen Bemühungen bürgerlich-aufklärerischer Biedermänner war Erfolg in Europa beschieden, während der Film in den USA auf wenig Gegenliebe stieß. Produzent Marty Ransohoff hatte den subtilen Humor Polanskis nicht nachvollziehen können und für den US-Markt den Film gekürzt, Stimmen nachsynchronisieren und den Filmsoundtrack ersetzen lassen, was den Regisseur entsetzte.

### Regiedebüt und Zusammenarbeit mit Annaud und Berri
Brach und Polanski gingen nach Tanz der Vampire getrennte Wege. Der Franzose schrieb gemeinsam mit Claude Berri das Drehbuch für dessen Drama Der alte Mann und das Kind (1967), in dem Michel Simon als judenfeindlicher Bauer zu sehen ist, der während der deutschen Besetzung in Frankreich unwissentlich ein jüdisches Kind in seine eigene Familie aufnimmt.
Anfang der 1970er Jahre versuchte sich Brach selbst als Regisseur und es entstand die Komödie Das Haus (1970) mit Michel Simon und Patti D’Arbanville über einen verschrobenen Wissenschaftler, der mit Hilfe mehrerer Hippies aus seiner Einsamkeit befreit wird. Ein Jahr später folgte unter Mitwirkung Polanskis Brachs zweiter Spielfilm Le bateau sur l’herbe (1971) in der Claude Jade die beiden unterschiedlichen Freunde Jean-Pierre Cassel und John McEnery entzweite. Der Film konkurrierte 1971 erfolglos um die Goldene Palme des Filmfestivals von Cannes als Bester Film, wurde jedoch ein Achtungserfolg.
Nach der Erfahrung hinter der Kamera zog sich Brach vom Regieposten zurück und widmete sich wieder der Arbeit als Drehbuchautor. Er schrieb die Drehbücher zu Polanskis Horrorfilm Der Mieter (1976) und der mehrfach Oscar-gekrönten Literaturverfilmung Tess (1979) mit Nastassja Kinski in der Titelrolle. Der Franzose arbeitete mehrfach mit so bekannten Regisseuren wie Marco Ferreri (Affentraum, 1978; Mein Asyl, 1979) und Moshé Mizrahi (Liebe Unbekannte, 1980) zusammen. Erfolg war Brach mit dem Drehbuch zu Jean-Jacques Annauds Spielfilm Am Anfang war das Feuer (1981) beschieden. Die Geschichte um den Überlebenskampf eines Steinzeitstammes, für die der Sprachexperte und Science-Fiction-Autor Anthony Burgess eine aus rund 100 Lauten bestehende Ursprache entworfen hatte, gewann Frankreichs nationalen Filmpreis César und den Oscar, während Brach eine César-Nominierung für seine Drehbuchadaption erhielt.
Erneut arbeitete Brach mit Annaud an der Bestsellerverfilmung Der Name der Rose (1986), Der Bär (1988), Der Liebhaber (1992) zusammen, während er gemeinsam mit Polanski das Skript für dessen Abenteuerfilm Piraten (1986), den Thriller Frantic (1988) und das Drama Bitter Moon (1992) schuf. In den beiden letztgenannten Filmen übernahm jeweils Polanskis Ehefrau Emmanuelle Seigner die Hauptrolle. Brachs größter Erfolg war ihm mit dem Filmskript zu Claude Berris Heimatfilm Jean Florette (1986) beschieden, in dem sich Titelheld Gérard Depardieu in den 1920er Jahren mit seiner Familie auf einem kleinen Berghof in der Provence niederlässt und gegen die klimatischen Bedingungen und die Missgunst und Habgier seiner Nachbarn anzukämpfen hat. Der Film entwickelte sich in Frankreich schon nach kurzer Zeit zum Kinokassenerfolg, gewann den César und brachte Brach den britischen BAFTA Award für sein Filmskript ein.

### Privatleben
Ab den frühen 1970er Jahren litt Gérard Brach unter Agoraphobie und verließ nur noch gelegentlich seine Pariser Wohnung. Die mystische Abgeschiedenheit, die ihn umgab, soll sich auch in seinen Drehbüchern widerspiegeln. Bis zu seinem Tod arbeitete Brach ununterbrochen weiter als Drehbuchautor. Er verstarb 2006 im Alter von 79 Jahren an Krebs in einem Pariser Krankenhaus. Nach Brachs Tod verfilmte Jean-Jacques Annaud mit Seine Majestät das Schwein (2007) ein Skript des Drehbuchautors. Annaud verehrte seinen verstorbenen Landsmann als Poeten: „Sein zartes und sonderbares Universum, getränkt von Surrealismus und altertümlicher Geschichte, machte ihn zu einem der am meisten inspirierenden Drehbuchautoren des 1. Jahrhunderts des Kinos“, so Annaud.

## Filmografie

### Drehbuch (Auswahl)
- 1964: Jungfrau reich garniert (Aimez-vous les femmes?)
- 1964: Die Frauen sind an allem schuld (Les plus belles escroqueries du monde)
- 1965: Ekel (Repulsion)
- 1966: Wenn Katelbach kommt… (Cul-de-sac)
- 1967: Tanz der Vampire (The Fearless Vampire Killers)
- 1967: Der alte Mann und das Kind (Le vieil homme et l'enfant)
- 1968: Das Mädchen von drüben (La fille d'en face)
- 1968: Wonderwall
- 1969: Ein Sommer in Frankreich (L'échelle blanche/La Promesse)
- 1970: Das Haus (La Maison)
- 1971: Le bateau sur l’herbe
- 1972: Was? (Che?)
- 1976: Der Mieter (Le Locataire)
- 1978: Affentraum (Ciao maschio)
- 1979: Mein Asyl (Chiedo asilo)
- 1979: Tess
- 1980: Liebe Unbekannte (Chère inconnue)
- 1981: Am Anfang war das Feuer (La Guerre du feu)
- 1982: Identifikation einer Frau (Identificazione di una donna)
- 1983: Der Buschpilot (L'africain)
- 1984: Die Günstlinge des Mondes (Les favoris de la lune)
- 1984: Der dicke König Dagobert (Le bon roi Dagobert)
- 1984: Maria's Lovers
- 1985: Samars erste Liebe (Adolescente, sucre d'amour)
- 1985: Les enragés
- 1986: Piraten (Pirates)
- 1986: Jean Florette (Jean de Florette)
- 1986: Der Name der Rose
- 1986: Manons Rache (Manon des sources)
- 1987: Shy People – Bedrohliches Schweigen (Shy People)
- 1988: Frantic
- 1988: Der Bär (L'ours)
- 1988: Domino sucht die Liebe (Domino)
- 1992: Der Liebhaber (L’amant)
- 1992: Bitter Moon
- 1996: Anna Oz
- 1998: Das Phantom der Oper (Il fantasma dell'Opera)
- 2002: Das Idol (L’Idole)
- 2004: Blueberry und der Fluch der Dämonen (Blueberry)
- 2007: Seine Majestät das Schwein (Sa majesté Minor)

### Regie
- 1970: Das Haus (La Maison)
- 1971: Le bateau sur l’herbe

## Auszeichnungen
- 1982: César-Nominierung für Am Anfang war das Feuer (Bestes Drehbuch)
- 1987: César-Nominierung für Jean Florette (Bestes Drehbuch)
- 1987: Nominierung für den Edgar Allan Poe Award für Im Namen der Rose (Bester Film)
- 1988: British Academy Film Award für Jean Florette (Bestes adaptiertes Drehbuch)